# Musée du 4 juin
Le musée du 4 juin a été ouvert à Hong Kong le 26 avril 2014. Il est consacré aux manifestations de la place Tian'anmen de 1989 en République populaire de Chine.

## Description
Le musée se développe sur 75 mètres carrés, dans le quartier de East Tsim Sha Tsui. Il présente la sculpture de la Déesse de la Démocratie et  des photos des manifestations, notamment de l'Homme de Tian'anmen, le manifestant seul face à un char. C'est le seul espace public où cette photographie est visible en Chine. Le musée du 4 juin a pour vocation de présenter, aux Chinois du continent, les événements du 4 juin que le parti communiste chinois a fait disparaître de l'historiographie chinoise. Le musée accueille environ 200 visiteurs par jour.

## Historique

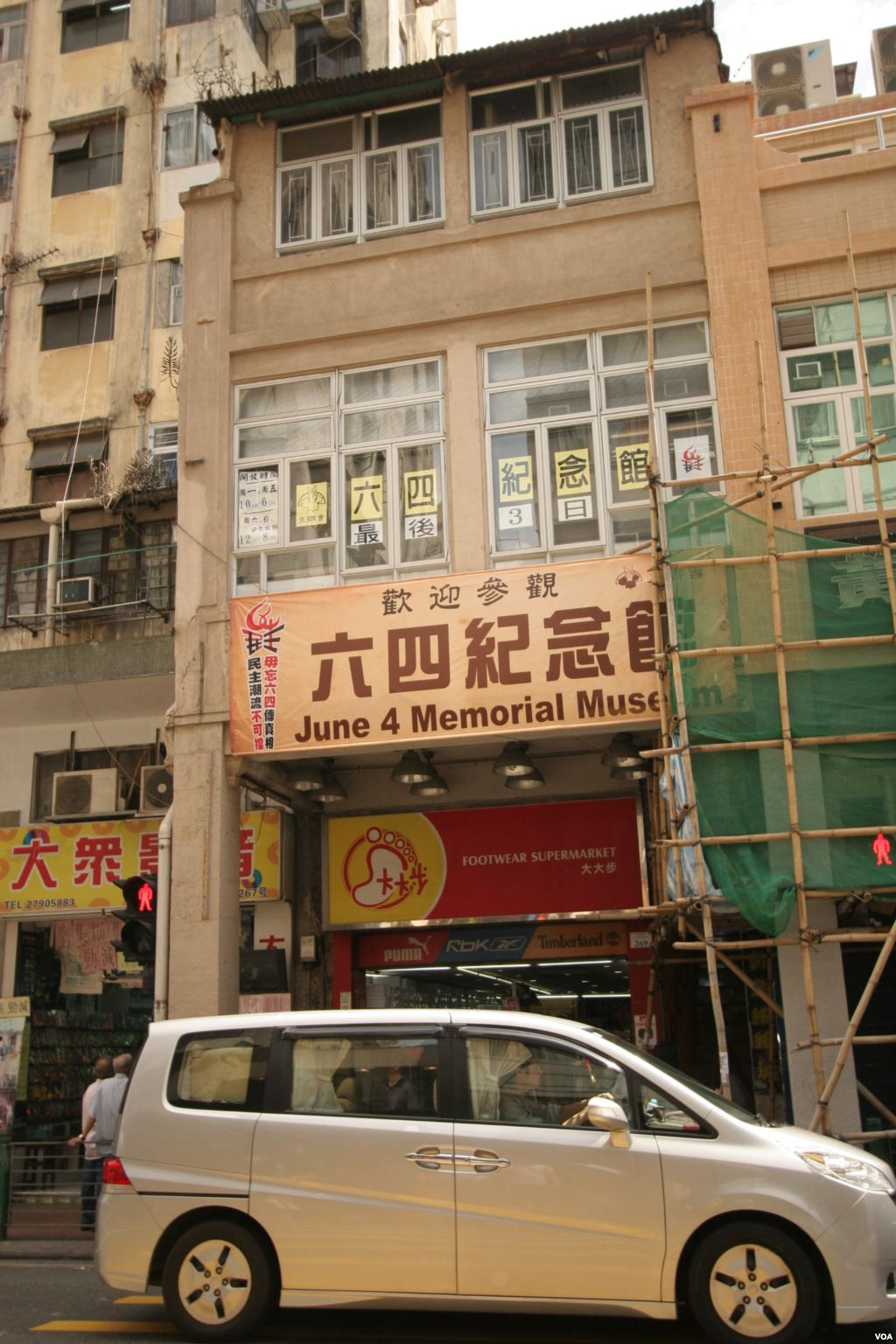
Premier musée temporaire en 2012

En 2012, 1 000 m² d'appartement situés rue Yu Chau permettent de commémorer les évènements du 4 juin 1989. Puis un musée provisoire est installé dans l'université municipale de Hong Kong. Des photos données par les mères de Tiananmen montrent les cadavres, certains partiellement écrasés. Un écran fait défiler les images des soldats tirant sur les manifestants.
Lors de l'inauguration du musée définitif, des manifestants sont intervenus pour critiquer celui-ci de « contre révolutionnaire  ». Selon eux, il serait préférable de s'intéresser au massacre de Nankin perpétré par les Japonais.
En avril 2016, les propriétaires du bâtiment abritant le musée ont engagé une procédure afin de fermer celui-ci car les locaux sont réservés exclusivement à une occupation de bureaux. Les gestionnaires du musée recherchent un autre lieu pour les accueillir. Le musée a été fermé au public le 11 juillet 2016.

## À voir